# Sätuna socken
Sätuna socken i Västergötland ingick i Gudhems härad och är sedan 1974 en del av Falköpings kommun, från 2016 inom Broddetorps distrikt.
Socknens areal är 9,96 kvadratkilometer varav 9,84 land. År 2000 fanns här 128 invånare.  Sockenkyrka är Broddetorps kyrka som är gemensam med andra socknar och ligger i Bolums socken. Sätuna medeltidskyrka revs på 1820-talet.

## Administrativ historik
Socknen har medeltida ursprung.
Vid kommunreformen 1862 övergick socknens ansvar för de kyrkliga frågorna till Sätuna församling och för de borgerliga frågorna bildades Sätuna landskommun. Landskommunen uppgick 1952 i Gudhems landskommun som 1974 uppgick i Falköpings kommun. Församlingen uppgick 1989 i Broddetorps församling som 2006 uppgick i en nybildad Hornborga församling.
1 januari 2016 inrättades distriktet Broddetorp, med samma omfattning som Broddetorps församling fick 1989, och vari detta sockenområde ingår.
Socknen har tillhört län, fögderier, tingslag och domsagor enligt vad som beskrivs i artikeln Gudhems härad. De indelta soldaterna tillhörde Skaraborgs regemente Livkompaniet och Västgöta regemente, Gudhems kompani.

## Geografi
Sätuna socken ligger norr om Falköping sydost om Hornborgasjön kring Slafsan/Hornborgaån och med en enklav på Billingen. Socknen är en småkuperad slättbygd.

## Fornlämningar
Boplatser, fyra gånggrifter och tre hällkistor från stenåldern är funna. Från bronsåldern finns gravrösen och skålgropsförekomster. Från järnåldern finns fyra gravfält och stensättningar. Fossil åkermark har påträffats.

## Namnet
Namnet skrevs 1311 Sætuner och kommer från kyrkbyn. Namnet innehåller sæ, 'sjö' och tun, 'inhägnad'.